# 시모고시로역
시모고시로역(일본어: 下小代駅)은 일본 도치기현 닛코시에 있는 도부 철도 닛코 선의 역이다. 역 번호는 TN 21이다.

## 역 구조
섬식 승강장 1면 2선의 지상역이다. 이전에는 통과선이 있는 1면 4선의 형태였다. 무인역이지만 역사 내에는 특별 개표용 창구로 PASMO 간이 개찰기가 설치되어 있다. 간이 위탁역으로, 승차권은 역리의 이발관에서 판매하고 있다. 역사는 선로의 서쪽에 있고 승강장은 과선교에서 연결된다.
1929년 개통 이래 공용된 목조 역사는 노후화되면서 재건축되었다. 이때, 역사를 수선한 데 활용하려는 보존 운동이 현지 주민 주도로 전개되고 있었다. 어디까지나 재건축을 추진하는 도부 철도와의 협의 결과, 구역사는 이전 저장되고 그 철거지에 새롭게 역사가 지어졌다.
2007년, 구역사는 예가 공법에 의한 한 달을 거쳐 역으로 이설 되었다. 구역사는 이전 후 2005년에 철거되었던 차량을 복원하거나 노후한 부분의 수선을 받았다. 2009년 3월, 국가 등록 유형 문화재로 등록되었다.

### 승강장
| 번호 | 노선    | 방향 | 행선                                                                                      |
| ---- | ------- | ---- | ----------------------------------------------------------------------------------------- |
| 1    | 닛코 선 | 하행 | 시모이마이치・도부 닛코・ 기누가와 선 기누가와온센 방면                                   |
| 2    | 닛코 선 | 상행 | 신토치기・도부 도부쓰코엔・ 도부 스카이트리 라인 기타센주・도쿄 스카이트리・아사쿠사 방면 |

## 역 주변
- 닛코 시립 오치아이 중학교
- 닛코 시청 오치아이 지소・오치아이 공민관
- 나메 강
- 시모고시로 변전소

## 역사
- 1929년 7월 7일: 영업 개시.
- 1973년 9월 1일: 역 무인화, 간이 위탁 개시.
- 2007년: 구역사 이전, 신역사 완성.
- 2012년 3월 17일: TN 21의 역 번호 도입.
- 2015년 9월 10일: 태풍 18호 아타우에 의한 호우로 본 역 구내에 토사가 유입됨.[2]

## 사진

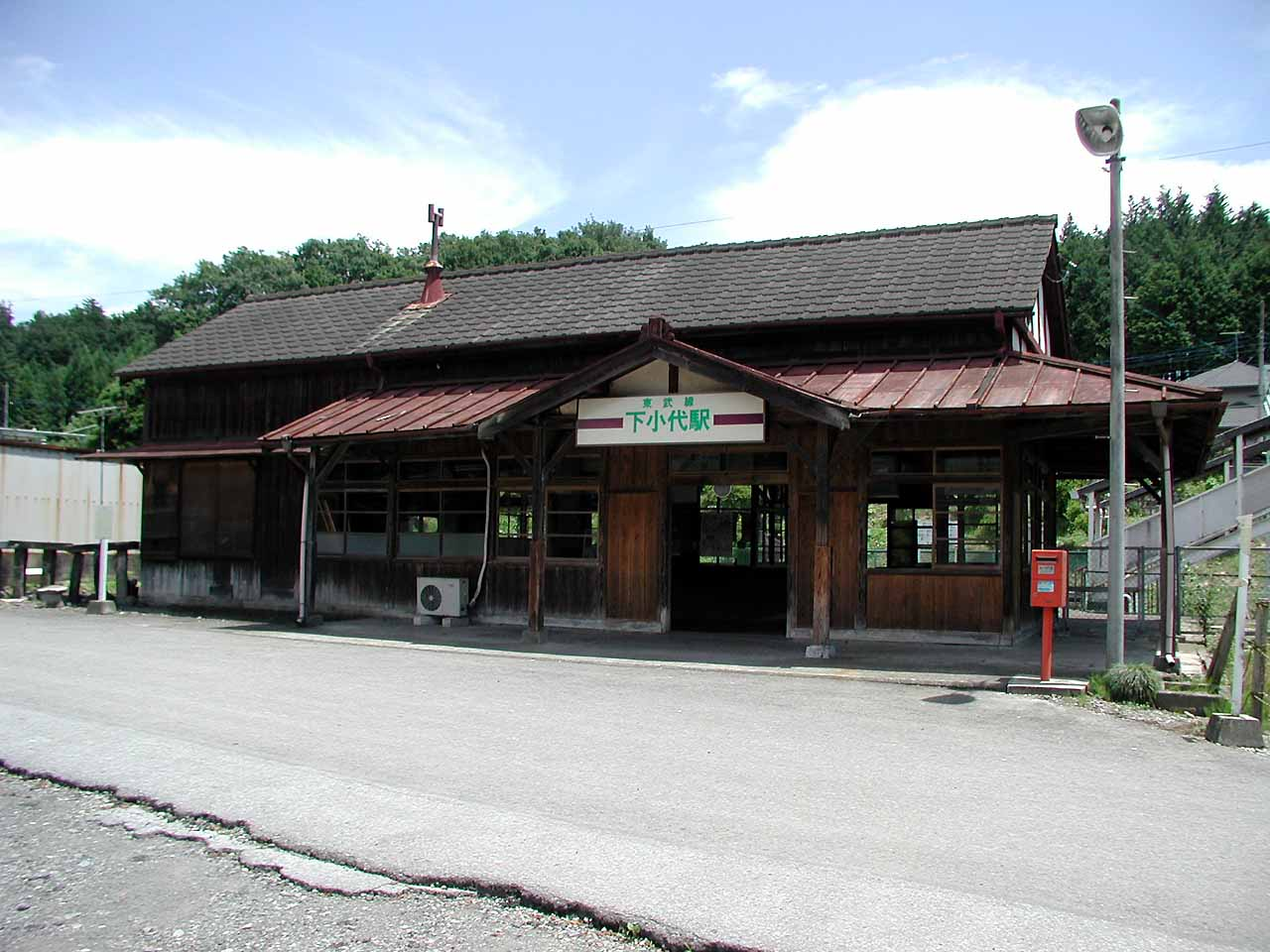
구역사 (2000년 7월)
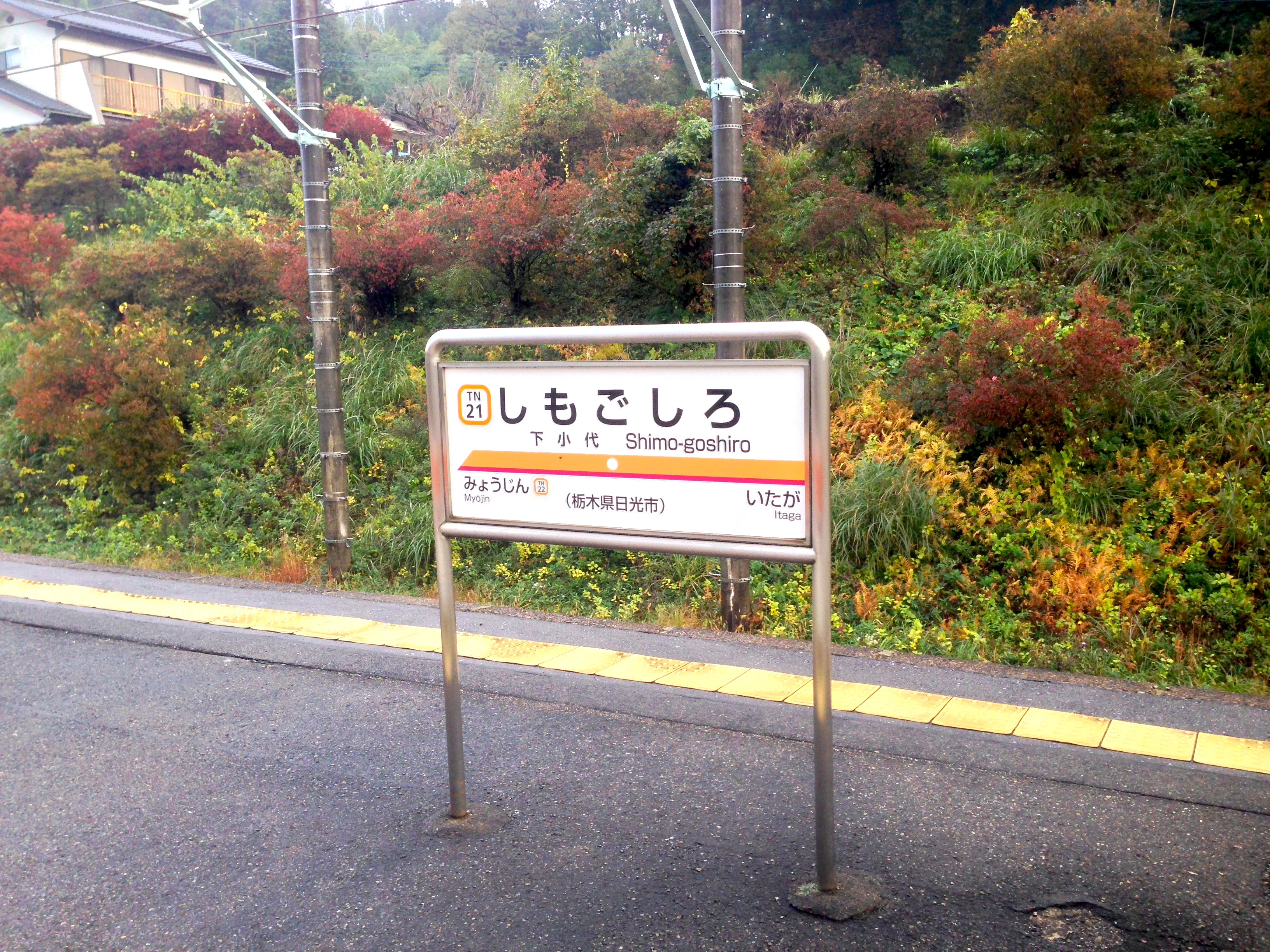
역명판 (2013년 11월)

## 인접역
| 도부 철도 닛코 선                 | 도부 철도 닛코 선  | 도부 철도 닛코 선         |
| --------------------------------- | ------------------ | ------------------------- |
| TN 20 이타가 도부 도부쓰코엔 방면 | ■ 구간 급행 ■ 보통 | 묘진 TN 22 도부 닛코 방면 |